# Großsteingrab Borupgård 3
Das Großsteingrab Borupgård 3 war eine megalithische Grabanlage der jungsteinzeitlichen Nordgruppe der Trichterbecherkultur im Kirchspiel Gørløse in der dänischen Kommune Hillerød. Es wurde vermutlich im späten 18. oder 19. Jahrhundert zerstört.

## Lage
Das Grab lag etwa auf halber Strecke zwischen Gørløse und Skævinge auf einem Feld. In der näheren Umgebung gibt bzw. gab es zahlreiche weitere megalithische Grabanlagen.

## Forschungsgeschichte
Das Grab wurde 1786 auf einer Karte eingezeichnet. Der Zerstörungszeitpunkt ist unbekannt.

## Beschreibung
Die Anlage ist auf der Karte nur allgemein als Großsteingrab vermerkt. Über Form, Maße und Orientierung liegen keine Informationen vor.